# 長谷寺 (佐渡市)
長谷寺（ちょうこくじ）は、新潟県佐渡市長谷にある寺。真言宗豊山派、佐渡八十八ヶ所霊場第五十五番札所。

## 概要
807年（大同2年）、空海の開基と伝わる奈良の長谷寺を模した寺。佐渡上陸後の世阿弥ゆかりの地であり、十一面観音立像3体（重要文化財）をはじめ、平安時代の金剛力士像、五智堂など、文化財が多数ある。また、県の天然記念物である三本スギや高野マキもある。本堂は、1777年（安永6年）の再建。観音堂は、1691年（元禄4年）建築で、1760年（宝暦10年）と1888年（明治21年）に修理されている。仁王門は1718年（享保3年）の建築で、1781年（天明元年）に修理されている。
ボタンの名所として知られ、5月には「ぼたんまつり」が開かれる。
2006年（平成18年）頃から境内ではウサギが放し飼いされており、草取り役を担う。2018年（平成30年）には「ウサギ観音」が建立され、夜間に目が赤く光る不気味さと恰好良さがテレビ番組やインターネットで話題となった。その後、個体数の増えすぎで保健所から指導を受けたが、譲渡や、ボランティアらによる飼育環境の改善に向けた取り組みが行われており、適正化に向かっている。また、そのための寄付も集まっているという。

## 文化財
重要文化財（国指定）
- 木造十一面観音立像 3躯[8]

新潟県指定有形文化財
- 五智堂[9]
- 木造十一面観音立像[10]
- 木造不動明王立像・木造矜羯羅童子立像[11]
- 木造不動明王坐像[12]
- 木造四天王立像[13]

新潟県指定天然記念物
- 長谷の三本スギ[14]
- 長谷の高野マキ[15]

佐渡市指定有形文化財
- 木造白山女神坐像[16]

国の登録有形文化財
- 本堂
- 庫裏
- 護摩堂
- 鐘堂
- 廻廊及び札所
- 中之蔵
- 米蔵
- 寺務所
- 味噌蔵
- 観音堂
- 奥の院
- 経蔵
- 宝蔵
- 仁王門
- 寺内門

## 交通アクセス
「畑野駅前」交差点より県道181号を南東へ約2.5 kmほどのところに立地する。
公共交通
- 新潟交通佐渡 南線ほか「畑野十字路」バス停（畑野駅前交差点近く）より県道181号を南東へ徒歩約40分
- 新潟交通佐渡 岩首線「長谷」バス停より徒歩すぐ　※本数わずか